# 3 Generations - Una famiglia quasi perfetta
3 Generations - Una famiglia quasi perfetta (3 Generations, inizialmente presentato col titolo About Ray) è un film del 2015 diretto da Gaby Dellal con protagonista Elle Fanning.

## Trama
Ray, sua madre Maggie, la nonna Dolly e la compagna di Dolly sono dal medico per ricevere le ultime istruzioni sulla transizione di genere di Ray. Ray vive con la madre nubile, la nonna lesbica e autoritaria Dolly e la compagna di Dolly, Frances. Dolly pensa che sarebbe più facile se Ray fosse solo lesbica, mentre Maggie capisce che Ray è un ragazzo transgender.
Ray è pronto a iniziare le iniezioni di testosterone e a cambiare scuola, ma ha bisogno del consenso scritto di entrambi i genitori. Il padre di Ray è un genitore assente e Maggie ha paura di prendere una decisione così definitiva. Maggie rintraccia il padre di Ray, ma lui vuole un po' di tempo per riflettere. Incolpare il padre Craig per l'indecisione dà a Maggie il tempo di temporeggiare. Da solo, Ray rintraccia suo padre per trovarlo, sposato con tre figli. Scopre anche che Maggie è andata a letto con il fratello di Craig e che "zio" Matthew potrebbe essere il suo vero padre. Maggie è la ragione per cui non ha mai avuto un padre. Ray si sente ingannato, solo e intrappolato per sempre in un corpo femminile.
Nonna Dolly decide che è ora che tutti e quattro abbiano un ragazzo in casa. Ora sostiene la transizione di Ray verso un ragazzo. Matthew e Maggie parlano. Craig firma il modulo di consenso dopo che anche Maggie lo ha fatto. Ray trova la felicità.

## Produzione

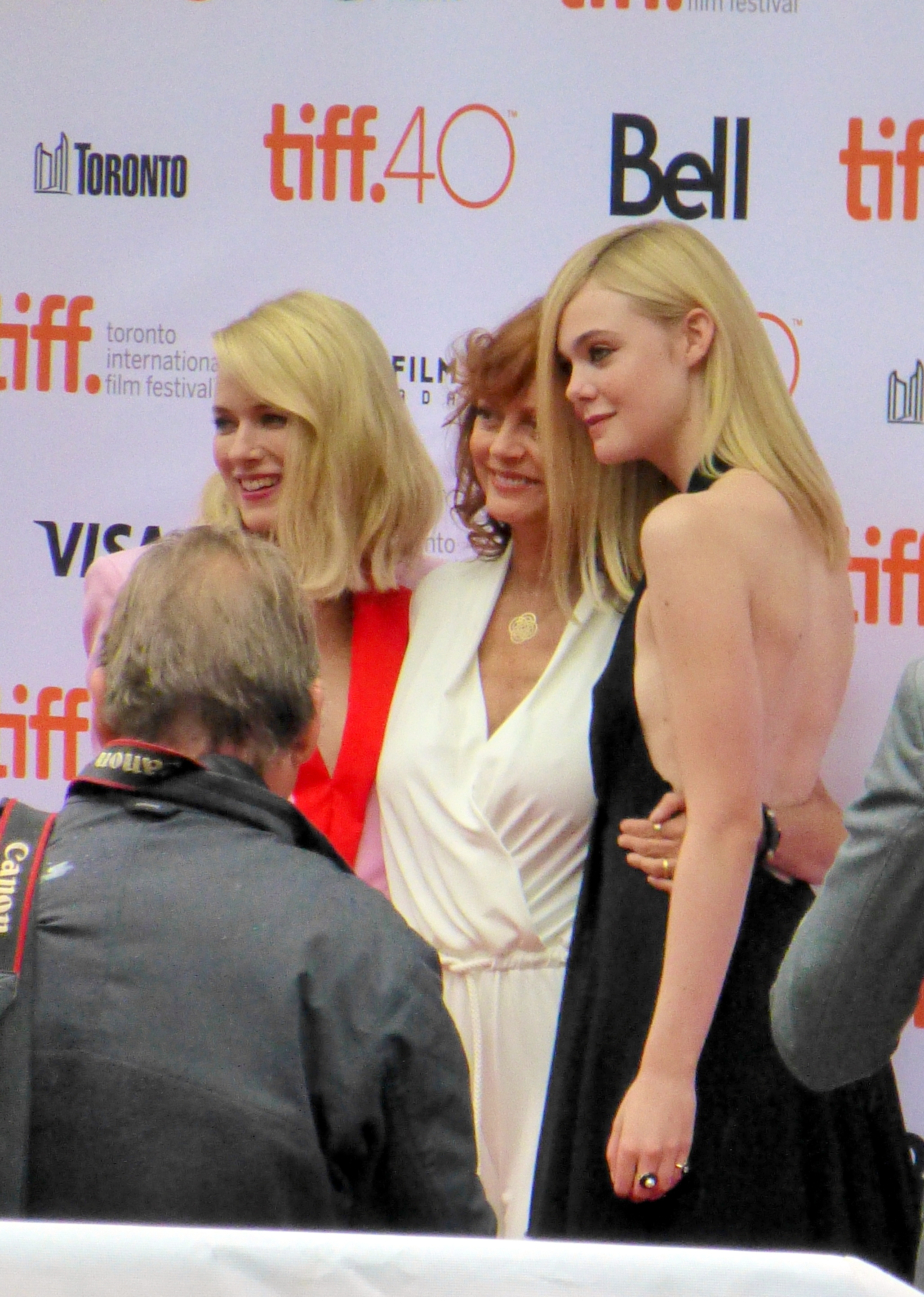
Naomi Watts, Susan Sarandon e Elle Fanning alla première al Toronto International Film Festival 2015

Il 30 ottobre 2014 vengono annunciati gli attori principali del progetto, che sono Elle Fanning, Naomi Watts e Susan Sarandon.

## Promozione
Il primo trailer del film viene diffuso il 6 agosto 2015 sul canale YouTube di Vanity Fair.

## Distribuzione
Il film è stato presentato in anteprima il 12 settembre 2015 al Toronto International Film Festival, per poi essere distribuito nelle sale cinematografiche statunitensi a partire dal 18 settembre 2015. In Italia arriva a partire dal 24 novembre 2016.